# Cryptophagus punctipennis
Cryptophagus punctipennis is een keversoort uit de familie harige schimmelkevers (Cryptophagidae). 

## Kenmerken
De kever heeft een lengte van 2,3 tot 3,2 mm.

## Taxonomie
De wetenschappelijke naam van de soort werd in 1863 gepubliceerd door Charles Brisout de Barneville.

## Levenswijze
De kever leeft waarschijnlijk van schimmels. Ze komen voor in beschimmelde plantenresten. 

## Verspreiding
Cryptophagus punctipennis is een Europese soort. 